# Kurt Rechsteiner
Kurt Rechsteiner (* 8. Januar 1931 in Speicher, Appenzell Ausserrhoden; † 2017) war ein Radsportler aus der Schweiz und nationaler Meister im Radsport.

## Sportliche Laufbahn
Rechsteiner begann 1948 mit dem Radsport. 1951 hatte er mit dem dritten Platz bei der nationalen Meisterschaft im Bahnsprint seinen ersten grösseren Erfolg. Er blieb während seiner Laufbahn Spezialist für Kurzstreckenrennen. 1952 gewann er in Lausanne die Meisterschaft im Sprint. Den Titel konnte er erneut in den Meisterschaftsrennen der Jahre 1959 und 1960 erringen. Zweite Plätze bei den Titelkämpfen gewann er 1954 bis 1956, Dritter war er 1952, 1953 und 1957. Zwischen 1952 und 1960 startete er regelmässig bei den UCI-Bahnweltmeisterschaften. An den Olympischen Sommerspielen in Rom nahm er 1960 ebenfalls im Sprint teil, wobei er im Hoffnungslauf gegen den Australier Ron Baensch ausschied. Ende 1961 beendete er seine Laufbahn.

## Berufliches
Rechsteiner absolvierte eine Ausbildung zum Bankkaufmann.